# Riez (tổng)
Tổng Riez là một tổng ở tỉnh Alpes-de-Haute-Provence trong vùng Provence-Alpes-Côte d'Azur.
Tổng này được tổ chức xung quanh Riez ở quận Digne-les-Bains. Độ cao từ 307 m (Esparron-de-Verdon) đến 783 m (Roumoules) với độ cao trung bình là 515 m.

## Hành chính
| Giai đoạn | Ủy viên       | Đảng | Tư cách         |
| --------- | ------------- | ---- | --------------- |
| 2004-2010 | Michel Zorzan | DVG  | Thị trưởng Riez |

## Các đơn vị hành chính
Tổng Riez gồm 9 xã với dân số 4 387 người (điều tra năm 1999, dân số không tính trùng)
| Xã                      | Dân số | Mã bưu chính | Mã insee |
| ----------------------- | ------ | ------------ | -------- |
| Allemagne-en-Provence   | 379    | 04500        | 04004    |
| Esparron-de-Verdon      | 312    | 04800        | 04081    |
| Montagnac-Montpezat     | 321    | 04500        | 04124    |
| Puimoisson              | 551    | 04410        | 04157    |
| Quinson                 | 350    | 04500        | 04158    |
| Riez                    | 1 667  | 04500        | 04166    |
| Roumoules               | 631    | 04500        | 04172    |
| Sainte-Croix-de-Verdon  | 102    | 04500        | 04176    |
| Saint-Laurent-du-Verdon | 74     | 04500        | 04186    |

## Thông tin nhân khẩu
| 1962                                                     | 1968  | 1975  | 1982  | 1990  | 1999  |
| -------------------------------------------------------- | ----- | ----- | ----- | ----- | ----- |
| 2 664                                                    | 3 000 | 3 147 | 3 539 | 4 043 | 4 387 |
| Nombre retenu à partir de 1962 : dân số không tính trùng |       |       |       |       |       |